# KWOe T1 und T2
Der zweiachsige Dieseltriebwagen KWOe T1 der Kleinbahn Wittingen–Oebisfelde (KWOe) wurde 1933 von der Waggonfabrik Gotha in Gotha gebaut. Drei Jahre später erhielt die Gesellschaft mit dem KWOe T2 einen weiteren Triebwagen des gleichen Herstellers, der geringfügige Unterschiede aufwies.
Sie gehörten zu einer Serie von 13 Triebwagen der Firma für verschiedene Kleinbahnen mit unterschiedlichen technischen Daten. Beide Triebwagen wurden von der Osthannoverschen Eisenbahn übernommen und erhielten dort die Bezeichnung DT0504/0505. Der DT 0504 wurde bei verschiedenen Eisenbahngesellschaften eingesetzt und ist heute (2019) noch vorhanden.

## Geschichte und Einsatz
1933 begann bei der KWOe mit dem T1 der Triebwagenbetrieb. Aus der Zeit sind ein Foto und ein Zeitungsartikel aus dem Isenhagener Kreisblatt erhalten geblieben, das den originalen Zustand des Wagens ausführlich beschreibt. So hatte der erste Triebwagen der Gesellschaft noch keine Zug- und Stoßeinrichtung. Das hauptsächliche Einsatzgebiet des Wagens war anfangs auf der Linie zum Kalibergwerk Mariaglück.
Drei Jahre später erwarb die KWOe den zweiten Triebwagen, der ab Werk bereits mit Zug- und Stoßeinrichtung versehen war. Zudem hatte er je ein kleines Fenster in der Seitenwand neben der Stirnwandecke. Dieser wurde bevorzugt auf der Bahnstrecke Wittingen–Oebisfelde und später auch auf der Bahnstrecke Soltau–Neuenkirchen verwendet.

### OHE DT0504 und DT0505
Beide Triebwagen wurden 1944 von der Osthannoverschen Eisenbahn OHE übernommen und erhielten dort deren Bezeichnungen. In den Jahren 1952/1953 wurden beim ehemaligen KWOe T1 (DT0504) die originalen Scheinwerfer gegen Anbauscheinwerfer getauscht und eine Zug- und Stoßeinrichtung zum Mitführen von Wagen angebaut.
Der DT0505 wurde bereits 1964 ausgemustert und verschrottet.
Der DT0504 erhielt 1965 eine Sicherheitsfahrschaltung und wurde bis 1973 eingesetzt.

### MBS 22
Danach wurde der DT0504 an die Museumseisenbahn Museum Buurtspoorweg in die Niederlande verkauft und erhielt die Bezeichnung MBS 22.

### AVL DT 0504
1991 fand das Fahrzeug mit der Arbeitsgemeinschaft Verkehrsfreunde Lüneburg einen neuen Eigentümer und konnte bis 1995 wieder betriebsfähig aufgearbeitet werden. Seither verkehrt der Triebwagen besonders mit Reisegruppen auf dem Netz der OHE. Er trägt die NVR-Nummer 95 80 0504 018-2 D-TEL.

## Technische Merkmale/Ausstattung
Die Triebwagen besaßen Drehtüren. Im Einstiegsraum hatte der Triebwagenführer auf der rechten Seite seinen Arbeitsplatz. Ursprünglich musste er stehend seine Arbeit verrichten.
Zwischen den Einstiegsräumen waren zwei Abteile Raucher/Nichtraucher, die untereinander und vom Einstiegsraum jeweils durch Trennwände mit Drehtüren abgeteilt waren. Die Sitzbänke waren gepolstert und boten den Reisenden Bequemlichkeit. Der Triebwagen war mit einer Toilette ausgestattet. Die beiden mittleren Abteilfenster der Seitenwände waren in Festverglasung ausgeführt, die anderen Abteilfenster konnten mit Kurbeln bis zur Fenstermitte heruntergelassen werden.
Der dieselmechanische Triebwagen hatte ab Werk einen Motor Daimler-Benz OM 65. Ob das Mylius-Getriebe auch Erstausstattung war, kann nicht mehr nachvollzogen werden. Motor und Getriebe waren direkt miteinander verbunden und zwischen den Achsen federnd aufgehängent. Die Motoren wurden 1952/1953 gegen solche der Bauart KHD A4M513 getauscht.
Der Wagen war für den Einmannbetrieb ausgelegt und besaß eine Totmanneinrichtung. Für die Maschinenanlage war die Lebensdauer bei einer Laufleistung von 90.000 km pro Jahr auf eine Dauer von sechs Jahren ausgelegt, mit der er bis 1952 im Einsatz war.